# Muhammad Ali (boxador)
Muhammad Ali-Haj o Mohamed Ali (en àrab: محمد على) (Louisville, Kentucky, 17 de gener de 1942 nascut com a Cassius Marcellus Clay Jr. - Estats Units, 3 de juny de 2016), fou un boxejador estatunidenc. Hom el considera un dels boxejadors més grans de tots els temps, alhora que un dels més famosos, fama que obtingué tant per la seva activitat esportiva com pel seu activisme polític. L'any 1999 va ser elegit Esportista del Segle per la revista Sports Illustrated.
Va néixer i va créixer a Louisville, Kentucky i començà a entrenar com a boxejador amateur amb 12 anys. Amb 18 anys, va guanyar una medalla d'or en la divisió de pes semipesant en els Jocs Olímpics de 1960 i es va fer professional aquell mateix any. Es va convertir en musulmà després del 1961. El 25 de febrer de 1964, a l'edat de 22 anys, va guanyar inesperadament el campionat mundial dels pesos pesats contra Sonny Liston. El 6 de març de 1964, va anunciar que es canviaria el nom de Cassius Clay, pel de Muhammad Ali.
El 1966, Ali es va negar a ser reclutat per l'exèrcit al·legant les seves creences religioses i la seva oposició ètica en la guerra del Vietnam. Va ser declarat culpable d'evasió del servei militar, enfrontant-se a una pena de 5 anys de presó i va ser desposseït dels seus títols de boxa. Es va mantenir fora de la presó en recórrer la decisió al Tribunal Suprem, que va anul·lar la seva condemna el 1971, però va estar gairebé quatre anys sense combatre i va perdre el seu període de màxim rendiment com a atleta. Les accions d'Ali com objector de consciència a la guerra del Vietnam el van convertir en una icona per a la generació de la contracultura en general, i va ser una figura molt destacada de l'orgull racial dels afroamericans durant el moviment pels drets civils i al llarg de la seva carrera. Com a musulmà, Ali es va afiliar inicialment a la Nació de l'Islam (NOI) d'Elijah Muhammad. Més tard es va desvincular de la NOI, adherint-se a l'Islam sunnita i donant suport a la integració racial com el seu antic mentor Malcolm X.
Va participar en diversos combats i lluites de boxa històriques, sobretot en els seus enfrontaments amb Joe Frazier, incloent el Combat del Segle (el major esdeveniment de boxa fins llavors), la Thrilla in Manila, i la seva baralla amb George Foreman coneguda com The Rumble in the Jungle, que fou seguida per una audiència televisiva estimada rècord de 1.000 milions d'espectadors en tot el món, convertint-se en la transmissió televisiva en viu més vista del món en el seu moment. Alí va destacar en una època en què molts boxejadors deixaven que els seus mànagers parlessin, i sovint es mostrava provocador i extravagant. Era conegut per la seva forma de parlar, i sovint tenia un estil lliure de rimes i poesia oral, que anticipaba elements del hip hop.
Ali tenia un estil poc ortodox per ser un pes pesant. Es posava les mans als costats, més que no pas l'estil convencional en la boxa consistent a protegir-se la cara. A més, tenia molta confiança en la seva rapidesa i en el llarg abast dels seus braços per mantenir-se allunyat dels cops dels contrincants. Ali dirigia la gran majoria dels cops al cap dels seus oponents, en un percentatge més elevat que la majoria de boxejadors, i això era una estratègia arriscada, perquè en combats llargs els cops al cos poden ser molt més efectius a l'hora de deixar l'oponent sense forces.
Ha estat considerat com el millor boxejador de pes pesat de tots els temps, i com el millor esportista de segle XX per Sports Illustrated i la Personalitat Esportiva del Segle per la BBC.
Fora del ring, va aconseguir l'èxit com a artista de la paraula parlada, on va rebre dues nominacions als Grammy. També es va destacar com a actor i escriptor, publicant dos autobiografies. Ali es va retirar de la boxa el 1981 i centrant-se en la religió, la filantropia i l'activisme. El 1984, va fer públic el seu diagnòstic de síndrome de Parkinson, que alguns informes atribueixen a les lesions relacionades amb la boxa, encara que ell i els seus metges especialistes ho van negar. Va continuar sent una figura pública activa a nivell mundial, però en els seus últims anys va fer menys aparicions públiques a mesura que la seva condició empitjorava, i va ser cuidat per la seva família. Ali va morir el 3 de juny del 2016.

## Trajectòria en la boxa

### Primers anys
Cassius Marcellus Clay Jr. (/ kæʃəs / Kash-əss) va néixer el 17 de gener de 1942 a Louisville, Kentucky i tenia un germà. Va rebre el nom del seu pare, Cassius Marcellus Clay Sr., que tenia una germana i quatre germans i que al seu torn es deia així en honor al polític republicà del segle xix i abolicionista acèrrim Cassius Marcellus Clay, també de l'estat de Kentucky. Els avis paterns de Clay eren John Clay i Sallie Anne Clay; la germana de Clay, Eva, afirmava que Sallie era originària de Madagascar. Era descendent d'esclaus del Sud anterior a la guerra, i era predominantment d'ascendència africana, amb una mica d'herència familiar irlandesa i anglesa. El besavi matern d'Ali, Abe Grady, va emigrar d'Ennis, Comtat de Clare, Irlanda.
Les proves d'ADN realitzades el 2018 van demostrar que, a través de la seva àvia paterna, Ali era descendent de l'antic esclau Archer Alexander, que havia estat elegit entre l'equip de construcció com a model d'home alliberat per al Monument a l'Emancipació, i que va ser objecte del llibre de l'abolicionista William Greenleaf Eliot, The Story of Archer Alexander: From Slavery to Freedom. De la mateixa manera que Ali, Alexander va lluitar per la seva llibertat.
El seu pare era pintor de cartells i tanques publicitàries, i la seva mare, Odessa O'Grady Clay (1917-1994), era treballadora domèstica. Encara que Cassius pare era metodista, va permetre a Odessa educar als seus dos fills, Cassius i Rudolph "Rudy" Clay (més tard rebatejat com Rahman Ali), com a baptistes. Cassius fill va estudiar a la Central High School de Louisville. Era dislèxic, el que li va provocar dificultats per llegir i escriure, a l'escola i durant gran part de la seva vida. Ali va créixer enmig de la segregació racial. La seva mare recordava una ocasió en la qual li van negar un got d'aigua en una botiga: "No l'hi van donar pel seu color. També li va afectar molt l'assassinat d'Emmett Till el 1955, el que va portar al jove Clay i a un amic a descarregar la seva frustració destrossant una estació de tren local. La seva filla Hana va escriure més tard que Ali li va dir una vegada: "Res m'ha commogut tant com la història d'Emmett Till".

### Etapaamateur
La primera vegada que Ali va practicar boxa fou gràcies a un agent de policia i entrenador de boxa de Louisville, Joe E. Martin, que es va trobar amb el nen de 12 anys enfurismat perquè un lladre li havia robat la bicicleta. Li va dir a l'oficial que li donaria una "pallissa" al lladre. L'agent va dir-li que era millor que aprengués a boxejar primer. Inicialment, Clay no va acceptar l'oferta de Martin, però després de veure a boxejadors amateurs en un programa de boxa de la televisió local anomenat Tomorrow 's Champions, Clay es va interessar per la possibilitat de lluitar. Llavors va començar a practicar amb l'entrenador Fred Stoner, a qui li va atribuir el mèrit d'haver-li donat el "veritable entrenament", modelant finalment "el meu estil, la meva resistència i el meu sistema". Durant els últims quatre anys de la carrera amateur de Clay, va ser entrenat pel mestre de boxa Chuck Bodak.

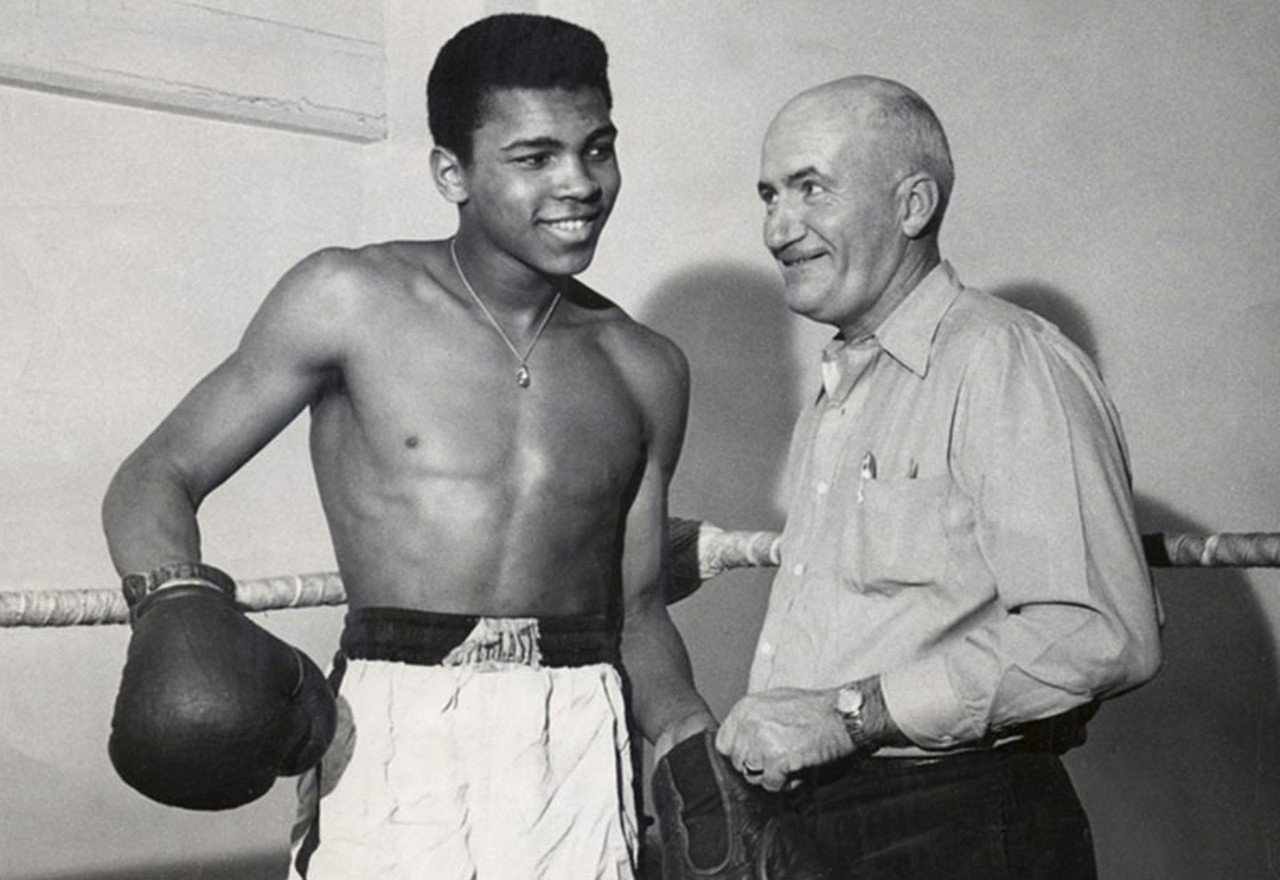
Cassius Clay i el seu entrenador Joe E. Martin (1960)

Va debutar en la boxa amateur l'any 1954 contra el boxejador amateur local Ronnie O'Keefe, guanyant per decisió dividida. Després va guanyar sis títols dels Guants d'Or de Kentucky, dos títols nacionals dels Guants d'Or, un títol nacional de la Unió Atlètica d'amateurs i la medalla d'or de pes semipesant en els Jocs Olímpics de 1960 a Roma. El rècord de Clay com a amateur va ser de 100 victòries amb cinc derrotes. Ali va dir en la seva autobiografia de 1975 que, poc després del seu retorn dels Jocs Olímpics de Roma, va tirar la seva medalla d'or al riu Ohio després que a ell i a un amic se'ls negués el servei en un restaurant "només per a blancs" i es barallessin amb una banda de blancs. La història va ser posteriorment rebatuda, i diversos amics d'Ali, entre ells Bundini Brown i el fotògraf Howard Bingham, la van negar. Brown va dir a l'escriptor de Sports Illustrated Mark Kram: "Els blancs s'ho van creure!". A la biografia de Thomas Hauser sobre Ali, s'afirma que a aquest se li va negar el servei a la cafeteria, però que va perdre la medalla un any després de guanyar-la. Ali va rebre una medalla de recanvi en la mitja part d'un partit de bàsquet durant els Jocs Olímpics de 1996 a Atlanta, on va encendre la torxa per iniciar els jocs.
Després dels jocs de 1960 Clay es passà al professionalisme, i ben aviat es feu un nom pel seu estil poc convencional, els seus resultats espectaculars i la seva infatigable autopromoció. En aquests moments se'l coneix com el Louisville Lip (el Llavi de Louisville) per la composició de versets satírics i prediccions del número d'assalt en què el seu oponent cauria noquejat. Li agradava de lloar-se ell mateix amb frases com ara "Sóc el millor" o bé "Sóc jove, sóc guapo, sóc ràpid i ningú no pot guanyar-me".
Ali explicà posteriorment que utilitzava l'ostentació per fer-se publicitat. De jove s'adonà que el fet d'ésser un bocamoll imprudent atreia molta més gent als seus combats, pel fet que volien veure com algú li feia tancar la boca amb una derrota.

### Carrera professional
Va debutar com a professional el 29 d'octubre de 1960, guanyant a Tunney Hunsaker en sis assalts. Entre 1960 i 1963 el jove boxejador va aconseguir un rècord de 19-0, amb 15 victòries per KO. Va derrotar a boxejadors com Tony Esperti, Jim Robinson, Donnie Fleeman, Alonzo Johnson, George Logan, Willi Besmanoff, LaMar Clark, Doug Jones i Henry Cooper i Archie Moore, el seu antic entrenador i una llegenda de la boxa que havia guanyat més de 200 combats.
Aquests primers combats no van estar exempts de dificultats, callent derrotat tant per Sonny Banks com per Henry Cooper. En el combat amb Cooper, fou derrocat per un hook d'esquerra al final del quart assalt i va ser salvat per la campana, passant a guanyar al previsible cinquè assalt a causa del greu tall a l'ull de Cooper. L'enfrontament amb Doug Jones el 13 de març de 1963 va ser el combat més dur de Clay durant aquesta època. Els aspirants número dos i tres dels pesos pesats, respectivament, Clay i Jones van enfrontar-se al Madison Square Garden de Nova York, en el terreny de Jones. Jones va fer trontollar a Clay en el primer assalt, i la decisió unànime a favor de Clay va ser rebuda amb esbroncades i una pluja de deixalles llançats al ring. El campió dels pesos pesats, Sonny Liston, va fer broma dient que si lluitava contra Clay podrien tancar per assassinat. Més tard, la revista The Ring va qualificar-lo com el combat de l'any.
Cassius es convertí així en el primer aspirant al títol que ostentava Sonny Liston. Liston era temut, alguns han dit que era com el Mike Tyson de l'època. Gairebé ningú li donava possibilitats a Cassius Clay; la data del combat fou fixada pel 25 de febrer de 1964, i en el pesantge previ al combat Ali va declarar que en el combat es "mouria com una papallona i picaria com una abella".

#### El combat pel primer títol
Clay, malgrat tot, tenia un pla. Liston, interpretant la fanfarroneria de Clay com a nerviosisme, es va confiar excessivament, i no estava preparat per un combat llarg, pensant que el guanyaria ràpidament. Als assalts inicials, la velocitat de Clay, més gran encara que la del seu ídol Sugar Ray Robinson, el va mantenir allunyat dels poderosos cops de Liston. Ja al tercer round, Liston es mostrava visiblement cansat, i Clay se'n va aprofitar connectant diversos cops i obrint-li un trau sota l'ull. Liston va recuperar terreny en el quart assalt, ja que una substància desconeguda va cegar momentàniament els ulls de Clay. Es desconeix si es tractava d'una substància usada per curar les ferides de Liston o bé va ser-li aplicada als guants de Liston amb el propòsit de jugar brut. Amb la visió limitada, Clay va ser capaç de no deixar-se emportar per la ràbia, i en el cinquè i sisè assalt va buscar la victòria. Abans que comencés el setè assalt, Liston es va retirar a la banqueta, justificant més tard que se li havia dislocat l'espatlla. Clay va saltar del seu racó, proclamant-se el "'Rei del món" i invitant els periodistes a menjar-se les seves paraules.
Clay es va proclamar així campió del món dels pesos pesants. Reconfirmaria el títol quan va noquejar Liston en el combat de revenja que va tenir lloc a Lewinston el 25 de maig de 1965, tot i que amb certa controvèrsia. Alguns observadors van afirmar que el cop guanyador havia estat un cop fantasma. El novembre del mateix any Clay va derrotar l'antic campió Floyd Patterson. L'àrbitre va parar el combat al dotzè assalt després que Patterson rebés una tremenda pallissa.

#### El canvi de nom
Entremig d'aquests dos combats, Ali també es va fer famós per altres motius. Entra a formar part de la Nació de l'Islam i es canvia el nom a Muhammad Ali, tot i que la majoria de periodistes continuen referint-s'hi com a Cassius Clay. Entre l'any 1966 i inicis del 1967 defensa fins a set cops el seu títol mundial. Cap altre campió ha dut a terme tantes defenses d'un títol en un període tan curt. El març de 1966 Ali guanya per decisió unànime dels jutges al dur campió canadenc, George Chuvalo, qui mai va arribar a ser noquejat. Després Ali viatja a Anglaterra per enfrontar-se a British Bulldog Brian London i a Henry Cooper, el qual havia noquejat Ali en un combat el 1963. ali va guanyar els dos combats per KO. Posteriorment viatja a Alemanya per enfrontar-se a l'esquerrà Karl Mildenberger. En un dels seus combats més durs, Ali el derrota per KO al dotzè assalt. El novembre de 1966 se'n torna als Estats Units per lluitar contra Cleveland "Big Cat" Williams a Houston. Williams tenia un dels percentatges de victòries per KO més alts de tota la història de la boxa. Malgrat que tothom esperava un combat igualat, Ali el va noquejar amb facilitat al tercer assalt. El febrer de 1967 lluità amb Ernie Terrell al Madison Square Garden de Nova York. Terrell havia refusat reconèixer el nou nom d'Ali, i aquest proclamà que el castigaria severament per tal insolència. Tot i que el combat va decidir-se als punts, Ali va donar-li una pallissa, guanyant als punts tots els assalts. Durant tot el combat, després de cada cop Ali li cridava "Quin és el meu nom?" Molts van acusar-lo de brutalitat innecessària. El Març del mateix any, també a Nova York, s'enfrontà a Zora Folley, un veterà de 35 anys. Aquest combat ha estat considerat per molts especialistes com la millor actuació d'Ali en un quadrilàter, llançant cops precisos i potents que van dur l'aspirant al KO en el setè assalt.
1967 també va ser l'any en què Ali va refusar servir a l'exèrcit nord-americà durant la Guerra del Vietnam fent ús de l'objecció de consciència. En resposta a la pregunta de per què no volia anar a la guerra, Ali va afirmar: "No tinc res contra cap Vietcong". Això sovint s'ha citat de forma errònia amb la frase "Cap vietnamita m'anomena negrata". Ali fou desposseït del seu cinturó de campió i de la seva llicència per a boxejar, i fou sentenciat a 5 anys de presó. Aquesta sentència fou revocada tres anys més tard, per decisió unànime del Tribunal Suprem.
Els actes d'Ali refusant ser enrolat en l'exèrcit nod-americà i unint-se a la Nació de l'Islam van convertir-lo en una figura extremadament controvertida i polèmica. Fent acte de presència en manifestacions al costat de líders de la Nació de l'Islam com ara Elijah Muhammad i Malcolm X i declarant-los la seva lleialtat en una època en què el corrent general de l'opinió pública nord-americana els veia amb franca hostilitat, Ali va convertir-se en objecte d'odis i sospites. fins i tot semblava que ell buscava provocar aquestes reaccions, amb punts de vista que oscil·laven des del suport als drets civils fins a fer apologia del separatisme racial.
El 1970 li va tornar a ser concedida la llicència per boxejar, seguint la sentència del Tribunal suprem on també es reconeixia el seu dret a no servir a l'exèrcit al·legant motius religiosos. En el seu retorn, Ali va patir un seriós contratemps quan, l'any 1971 a Nova York, en la lluita pel títol contra Joe Frazier, fou derrotat en 15 assalts. Aquest combat, conegut popularment com el combat del segle, fou un dels combats més famosos de tots els temps, en el qual prenien part dos púgils amb una tècnica extraordinària, els dos amb mèrits suficients per coronar-se campions. El combat va ser molt igualat, i Frazsier va fer inclinar la balança en enviar a terra Ali amb un ganxo d'esquerra al darrer assalt. El 1974, però, Ali derrota Frazier als punts en el combat de revenja, col·locant-se així un altre cop en posició per disputar el títol.
Els punts de vista religiosos d'ali també van anar canviant amb el temps. Va començar a estudiar l'Alcorà i es converteix al sunnisme, girant l'esquena així als postulats de la Nació de l'Islam.

#### Els combats de Kinshasa i Manila
El titular del campionat del món era George Foreman, un boxejador jove i invicte que, dotat d'una gran envergadura i una forta pegada, havia derrotat clarament a Frazier en el combat pel títol, deixant-lo KO en el segon assalt. Foreman era el clar favorit. La promoció del combat va anar a càrrec de Don King, qui decidí celebrar el combat a Kinshasa, al Zaire. El 30 d'octubre de 1974 Ali, en un combat molt tàctic, demostraria al món per què continuava sent el millor. Dominant el quadrilàter amb la seva mà dolenta i evitant anar a les cordes, Ali va absorbir tots els cops de Foreman, alhora que llançava alguns contracops. Cap a la fi del sisè assalt, quan Foreman començava a estar cansat de llançar tants cops, Ali va poder atacar una mica més. Foreman continuava intentant-ho, però els seus cops resultaven molt menys efectius, i cap a la fi del vuitè assalt, la dreta d'Ali va enviar un esgotat Foreman a terra.
El 1975 Ali tornaria a derrotar Frazier, aquest cop a Manila. Aquest combat passaria a la història de la boxa com un dels millors de tots els temps. Després de 14 assalts duríssims, l'entrenador de Frazier va impedir-li continuar el combat, i Ali va resultar-ne guanyador per KO tècnic. Molts van considerar que Ali s'hauria d'haver retirat després d'aquest combat, però malgrat tot va continuar boxejant. El 1976, després de noquejar dos adversaris desconeguts, s'enfronta a Jimmy Young, en el que molts consideren el seu pitjor combat. Ali hi apareix en un mal estat de forma, visiblement gras, rebutjant prendre's seriosament el seu jove adversari. Ali va guanyar als punts per unanimitat dels jutges, però va ser ferotgement escridassat pel públic. Fins i tot l'entrenador d'Ali va reconèixer que el seu combat havia estat horrorós.
Ali mantindria el títol fins al 1978, quan el va perdre contra el campió dels Jocs Olímpics de Montreal, Leon Spinks. en el combat de revenja Ali va derrotar Spniks i es va fer amb el seu tercer cinturó. El 27 de juny de 1979 Ali anuncia la seva retirada de la boxa, deixant el títol vacant.
Aquesta retirada però, va durar poc. El 1980 desafia el campió Larry Holmes, amb la intenció de ser el primer home a guanyar quatre cops el cinturó dels pesos pesants. Ali va perdre per KO tècnic a l'onzè assalt. El combat va ser menyspreat pels aficionats, que consideraven Ali com una ombra d'allò que una vegada havia estat. Holmes havia estat l'espàrring d'Ali en el passat, i va admetre que durant el combat havia moderat els seus cops per respecte a la seva figura. Després d'aquest combat Ali es va trobar que li costava parlar i que les mans li tremolaven. Els metges van trobar-li un forat en la membrana del cervell, però Don King va ignorar els informes mèdics i va permetre que Ali continués lluitant.
Ali encara lluitaria un cop més. El 1981 s'enfrontà amb l'aspirant Trevor Berbick. Com que a Ali se'l considerava de forma unànime un boxejador acabat amb graus problemes de salut, el combat va despertar molt poc interés. Ali, amb 42 anys, va perdre als punts, tot i que la seva actuació va ser millor que en el combat contra Holmes.

#### El boxejador retirat
El 1982 a Ali se li va diagnosticar la malaltia de Parkinson com a resultat de la seva activitat pugilística. Progressivament les seves funcions motores començaren a declinar. Malgrat tot, continua sent una llegenda. El 1985 va fer de negociador per a alliberar els ostatges nord-americans segrestats al Líban. Als Jocs Olímpics d'Atlanta de 1996 va ser escollit per fer el darrer relleu de la torxa olímpica.
El 2005 es fundà el Muhammad Ali Center a Louisville, Kentucky. L'objectiu d'aquesta fundació, a més de mostrar la carrera boxística d'Ali, consisteix a promoure la pau i la responsabilitat personal. Ali va rebre la medalla presidencial de la llibertat de mans de George W. Bush el 2005. El 2010 fou guardonat amb el premi Marca Leyenda.

## Mort
L'any 1982 va ser diagnosticat de Parkinson, perdent progressivament les seves funcions motrius, malgrat això seguí apareixent davant del públic tal com el 1996 va recórrer l'últim tram duent la torxa olímpica dels Jocs d'Atlanta. La malaltia li provocà problemes respiratoris portant-lo a ser hospitalitzat el 2 de juny de 2016 als Estats Units on morí l'endemà, el 3 de juny del mateix any, als 74 anys.

## Registre professional
| 56 victòries (37 nocauts), 5 derrotes |          |                     |                                    |               |                         |                                | |
| Resultat                              | Registre | Oponent             | Tipus                              | Assalt, temps | Data                    | Localització                   | Notes |
| Derrota                               | 56-5     | Trevor Berbick      | Decisió (unànime)                  | 10 (10)       | 11 de desembre de 1981  | Nassau, Bahamas                | "Drama in the Bahamas". |
| Derrota                               | 56-4     | Larry Holmes        | RTD (parada per la seva cantonada) | 10 (15)       | 2 d'octubre de 1980     | Las Vegas Valley, Nevada       | Va perdre el títol pesat de The Ring Pel títol pesat de WBC.                                                               |
| Victòria                              | 56-3     | Leon Spinks         | Decisió (unànime)                  | 15 (15)       | 15 de setembre de 1978  | Nova Orleans, Louisiana        | Va guanyar els títols pesats de The Ring i WBA Va deixar vacant el títol de WBA el 6-9-1979.                               |
| Derrota                               | 55-3     | Leon Spinks         | Decisió (dividida)                 | 15 (15)       | 15 de febrer de 1978    | Las Vegas, Nevada              | Va perdre els títols pesats de The Ring, WBC i WBA.                                                                        |
| Victòria                              | 55-2     | Earnie Shavers      | Decisió (unànime)                  | 15 (15)       | 29 de setembre de 1977  | Nova York, Nova York           | Va retindre els títols pesats de The Ring, WBC i WBA.                                                                      |
| Victòria                              | 54-2     | Alfredo Evangelista | Decisió (unànime)                  | 15 (15)       | 16 de maig de 1977      | Landover, Maryland             | Va retindre els títols pesats de The Ring, WBC i WBA.                                                                      |
| Victòria                              | 53-2     | Ken Norton          | Decisió (unànime)                  | 15 (15)       | 28 de setembre de 1976  | Bronx, Nova York               | Va retindre els títols pesats de The Ring, WBC i WBA.                                                                      |
| Victòria                              | 52-2     | Richard Dunn        | TKO                                | 5 (15)        | 24 de maig de 1976      | Múnic, Alemanya Occidental     | Va retindre els títols pesats de The Ring, WBC i WBA.                                                                      |
| Victòria                              | 51-2     | Jimmy Young         | Decisió (unànime)                  | 15 (15)       | 30 d'abril de 1976      | Landover, Maryland             | Va retindre els títols pesats de The Ring, WBC i WBA.                                                                      |
| Victòria                              | 50-2     | Jean-Pierre Coopman | KO                                 | 5 (15)        | 20 de febrer de 1976    | San Juan, Puerto Rico          | Va retindre els títols pesats de The Ring, WBC i WBA.                                                                      |
| Victòria                              | 49-2     | Joe Frazier         | RTD                                | 14 (15), 0:59 | 1 d'octubre de 1975     | Quezon City, Filipines         | "The Thrilla in Manila"; Va retindre els títols pesats de The Ring, WBC i WBA.                                             |
| Victòria                              | 48-2     | Joe Bugner          | Decisió (unànime)                  | 15 (15)       | 30 de juny de 1975      | Kuala Lumpur, Malàisia         | Va retindre els títols pesats de The Ring, WBC i WBA.                                                                      |
| Victòria                              | 47-2     | Ron Lyle            | TKO                                | 11 (15)       | 16 de maig de 1975      | Las Vegas, Nevada              | Va retindre els títols pesats de The Ring, WBC i WBA.                                                                      |
| Victòria                              | 46-2     | Chuck Wepner        | TKO                                | 15 (15), 2:41 | 24 de març de 1975      | Richfield, Ohio                | Va retindre els títols pesats de The Ring, WBC i WBA.                                                                      |
| Victòria                              | 45-2     | George Foreman      | KO                                 | 8 (15), 2:58  | 30 d'octubre de 1974    | Kinshasa, Zaire                | "Rumble in the Jungle"; Va guanyar els títols pesats de The Ring, WBC i WBA.                                               |
| Victòria                              | 44-2     | Joe Frazier         | Decisió (unànime)                  | 12 (12)       | 28 de gener de 1974     | Nova York, Nova York           | "Muhammad Ali vs. Joe Frazier II" Va retindre el títol pesat de NABF, vacante después de 1974.                             |
| Victòria                              | 43-2     | Rudi Lubbers        | Decisió (unànime)                  | 12 (12)       | 20 d'octubre de 1973    | Jakarta, Indonèsia             | |
| Victòria                              | 42-2     | Ken Norton          | Decisió (dividida)                 | 12 (12)       | 10 de setembre de 1973  | Inglewood, Califòrnia          | Va guanyar el títol pesat de NABF.                                                                                         |
| Derrota                               | 41-2     | Ken Norton          | Decisió (dividida)                 | 12 (12)       | 31 de març de 1973      | San Diego, Califòrnia          | Va perdre el títol pesat de NABF.                                                                                          |
| Victòria                              | 41-1     | Joe Bugner          | Decisió (unànime)                  | 12 (12)       | 14 de febrer de 1973    | Las Vegas, Nevada              | |
| Victòria                              | 40-1     | Bob Foster          | KO                                 | 8 (12), 0:40  | 21 de noviembre de 1972 | Stateline, Nevada              | Va retindre el títol pesat de NABF.                                                                                        |
| Victòria                              | 39-1     | Floyd Patterson     | TKO                                | 7 (12)        | 20 de setembre de 1972  | Nova York, Nova York           | Va retindre el títol pesat de NABF.                                                                                        |
| Victòria                              | 38-1     | Alvin Lewis         | TKO                                | 11 (12), 1:15 | 19 de juliol de 1972    | Dublín, Irlanda                | |
| Victòria                              | 37-1     | Jerry Quarry        | TKO                                | 7 (12), 0:19  | 27 de juny de 1972      | Las Vegas, Nevada              | Va retindre el títol pesat de NABF.                                                                                        |
| Victòria                              | 36-1     | George Chuvalo      | Decisió (unànime)                  | 12 (12)       | 1 de maig de 1972       | Vancouver, Canadà              | Va retindre el títol pesat de NABF.                                                                                        |
| Victòria                              | 35-1     | Mac Foster          | Decisió (unànime)                  | 15 (15)       | 1 d'abril de 1972       | Tòquio, Japó                   | |
| Victòria                              | 34-1     | Jürgen Blin         | KO                                 | 7 (12), 2:12  | 26 de desembre de 1971  | Zúric, Suïssa                  | |
| Victòria                              | 33-1     | Buster Mathis       | Decisió (unànime)                  | 12 (12)       | 17 de noviembre de 1971 | Houston, Texas                 | Va retindre el títol pesat de NABF.                                                                                        |
| Victòria                              | 32-1     | Jimmy Ellis         | TKO                                | 12 (12), 2:10 | 26 de juliol de 1971    | Houston, Texas                 | Va guanyar el títol pesat vacante de NABF.                                                                                 |
| Derrota                               | 31-1     | Joe Frazier         | Decisió (unànime)                  | 15 (15)       | 8 de març de 1971       | Nova York, Nova York           | "The Fight of the Century"; Va perdre el títol pesat de The Ring Pels títols pesats de WBA i WBC.                          |
| Victòria                              | 31-0     | Oscar Bonavena      | TKO                                | 15 (15), 2:03 | 7 de desembre de 1970   | Nova York, Nova York           | Va retindre el títol pesat de The Ring.                                                                                    |
| Victòria                              | 30-0     | Jerry Quarry        | TKO                                | 3 (15)        | 26 d'octubre de 1970    | Atlanta, Georgia               | Va retindre el títol pesat de The Ring.                                                                                    |
| Suspés                                |          |                     |                                    |               |                         |                                | |
| Victòria                              | 29-0     | Zora Folley         | KO                                 | 7 (15), 1:48  | 22 de març de 1967      | Nova York, Nova York           | Va retindre els títols pesats de The Ring, WBC i WBA Desposseït dels títols el 28-4-1967.                                  |
| Victòria                              | 28-0     | Ernie Terrell       | Decisió (unànime)                  | 15 (15)       | 6 de febrer de 1967     | Houston, Texas                 | Va retindre els títols pesats de The Ring i WBC Va guanyar el títol pesat de WBA.                                          |
| Victòria                              | 27-0     | Cleveland Williams  | TKO                                | 3 (15)        | 14 de novembre de 1966  | Houston, Texas                 | Va retindre els títols pesats de The Ring i WBC.                                                                           |
| Victòria                              | 26-0     | Karl Mildenberger   | TKO                                | 12 (15)       | 10 de setembre de 1966  | Frankfurt, Alemanya Occidental | Va retindre els títols pesats de The Ring i WBC.                                                                           |
| Victòria                              | 25-0     | Brian London        | KO                                 | 3 (15)        | 6 d'agost de 1966       | Londres, Anglaterra            | Va retindre els títols pesats de The Ring i WBC.                                                                           |
| Victòria                              | 24-0     | Henry Cooper        | TKO                                | 6 (15), 1:38  | 21 de maig de 1966      | Londres, Anglaterra            | Va retindre els títols pesats de The Ring i WBC.                                                                           |
| Victòria                              | 23-0     | George Chuvalo      | Decisió (unànime)                  | 15 (15)       | 29 de març de 1966      | Toronto, Canadà                | Va retindre els títols pesats de The Ring i WBC.                                                                           |
| Victòria                              | 22-0     | Floyd Patterson     | TKO                                | 12 (15), 2:18 | 22 de novembre de 1965  | Las Vegas, Nevada              | Va retindre els títols de The Ring i WBC.                                                                                  |
| Victòria                              | 21-0     | Sonny Liston        | KO                                 | 1 (15), 2:12  | 25 de maig de 1965      | Lewiston, Maine                | "Muhammad Ali vs. Sonny Liston II"" Va retindre els títols pesats de The Ring i WBC.                                       |
| Victòria                              | 20-0     | Sonny Liston        | TKO                                | 7 (15)        | 25 de febrer de 1964    | Miami Beach, Florida           | "Muhammad Ali vs. Sonny Liston", Va guanyar els títols pesats de The Ring, WBA i WBC; Desposseït dels títols el 19-6-1964. |
| Victòria                              | 19-0     | Henry Cooper        | TKO                                | 5 (10), 2:15  | 18 de juny de 1963      | Londres, Anglaterra            | |
| Victòria                              | 18-0     | Doug Jones          | Decisió (unànime)                  | 10 (10)       | 13 de març de 1963      | Nova York, Nova York           | |
| Victòria                              | 17-0     | Charley Powell      | KO                                 | 3, 2:04       | 24 de gener de 1963     | Pittsburgh, Pensilvània        | |
| Victòria                              | 16-0     | Archie Moore        | TKO                                | 4 (10), 1:35  | 15 de novembre de 1962  | Los Angeles, Califòrnia        | |
| Victòria                              | 15-0     | Alejandro Lavorante | KO                                 | 5 (10), 1:48  | 20 de juliol de 1962    | Los Angeles, Califòrnia        | |
| Victòria                              | 14-0     | Billy Daniels       | TKO                                | 7 (10), 2:21  | 19 de maig de 1962      | Nova York, Nova York           | |
| Victòria                              | 13-0     | George Logan        | TKO                                | 4 (10), 1:34  | 23 d'abril de 1962      | Nova York, Nova York           | |
| Victòria                              | 12-0     | Don Warner          | TKO                                | 4, 0:34       | 28 de març de 1962      | Miami Beach, Florida           | |
| Victòria                              | 11-0     | Sonny Banks         | TKO                                | 4 (10), 0:26  | 10 de febrer de 1962    | Nova York, Nova York           | |
| Victòria                              | 10-0     | Willi Besmanoff     | TKO                                | 7 (10), 1:55  | 29 de novembre de 1961  | Louisville, Kentucky           | |
| Victòria                              | 9-0      | Alex Miteff         | TKO                                | 6 (10), 1:45  | 7 d'octubre de 1961     | Louisville, Kentucky           | |
| Victòria                              | 8-0      | Alonzo Johnson      | Decisió (unànime)                  | 10 (10)       | 22 de juliol de 1961    | Louisville, Kentucky           | |
| Victòria                              | 7-0      | Duke Sabedong       | Decisió (unànime)                  | 10 (10)       | 26 de juny de 1961      | Las Vegas, Nevada              | |
| Victòria                              | 6-0      | LaMar Clark         | KO                                 | 2 (10), 1:27  | 19 d'abril de 1961      | Louisville, Kentucky           | |
| Victòria                              | 5-0      | Donnie Fleeman      | TKO                                | 7 (8)         | 21 de febrer de 1961    | Miami Beach, Florida           | |
| Victòria                              | 4-0      | Jim Robinson        | KO                                 | 1 (8), 1:34   | 7 de febrer de 1961     | Miami Beach, Florida           | |
| Victòria                              | 3-0      | Tony Esperti        | TKO                                | 3 (8), 1:30   | 17 de gener de 1961     | Miami Beach, Florida           | |
| Victòria                              | 2-0      | Herb Siler          | KO                                 | 4 (8)         | 27 de desembre de 1960  | Miami Beach, Florida           | |
| Victòria                              | 1-0      | Tunney Hunsaker     | Decisió (unànime)                  | 6 (6)         | 29 d'octubre de 1960    | Louisville, Kentucky           | |